# Passage Islands (Eastern/Western Passage)
Passage Islands ist eine aus zwei Inseln bestehende Inselgruppe im Süden der Region Southland und der Südinsel von Neuseeland.

## Geographie
Die Inselgruppe Passage Islands besteht aus zwei Inseln, die sich im Süden von Fiordland, zwischen den Gewässern der Western Passage im Westen, der Bad Passage im Süden, der Eastern Passage im Osten und dem Return Channel im Norden befinden.
Motutawaki, die mit großem Abstand größere und südlichere Insel der Gruppe besitzt eine Flächenausdehnung von 174,5 Hektar, bei einer Länge von rund 1,78 km in Westnordwest-Ostsüdost-Richtung und einer maximalen Breite von rund 1,3 km in Nordnordost-Südsüdwest-Richtung. Die höchste Erhebung der Insel befindet sich mit 134 m im nordöstlichen Teil.
Die kleinere namenlose Insel kommt hingegen lediglich auf eine Fläche von rund 8,9 Hektar und besitzt eine maximale Länge von rund 500 m und eine maximale Breite von rund 305 m. Deren höchste Erhebung befindet sich mit 50 m im südwestlichen Teil der Insel. Beide Inseln liegen auf einer Nordnordost-Südsüdwest-Achse rund 160 m entfernt.
Südlich der Inselgruppe befindet sich in einer Entfernung von rund 790 m die Nachbarinsel Chalky Island und nördlich grenzt in einer Distanz von gut 1000 m Great Island an. Beide Inseln der Gruppe sind bewaldet, Motutawaki nach Westen hin etwas spärlicher.